# Сопротивление на мосту Нэньцзян

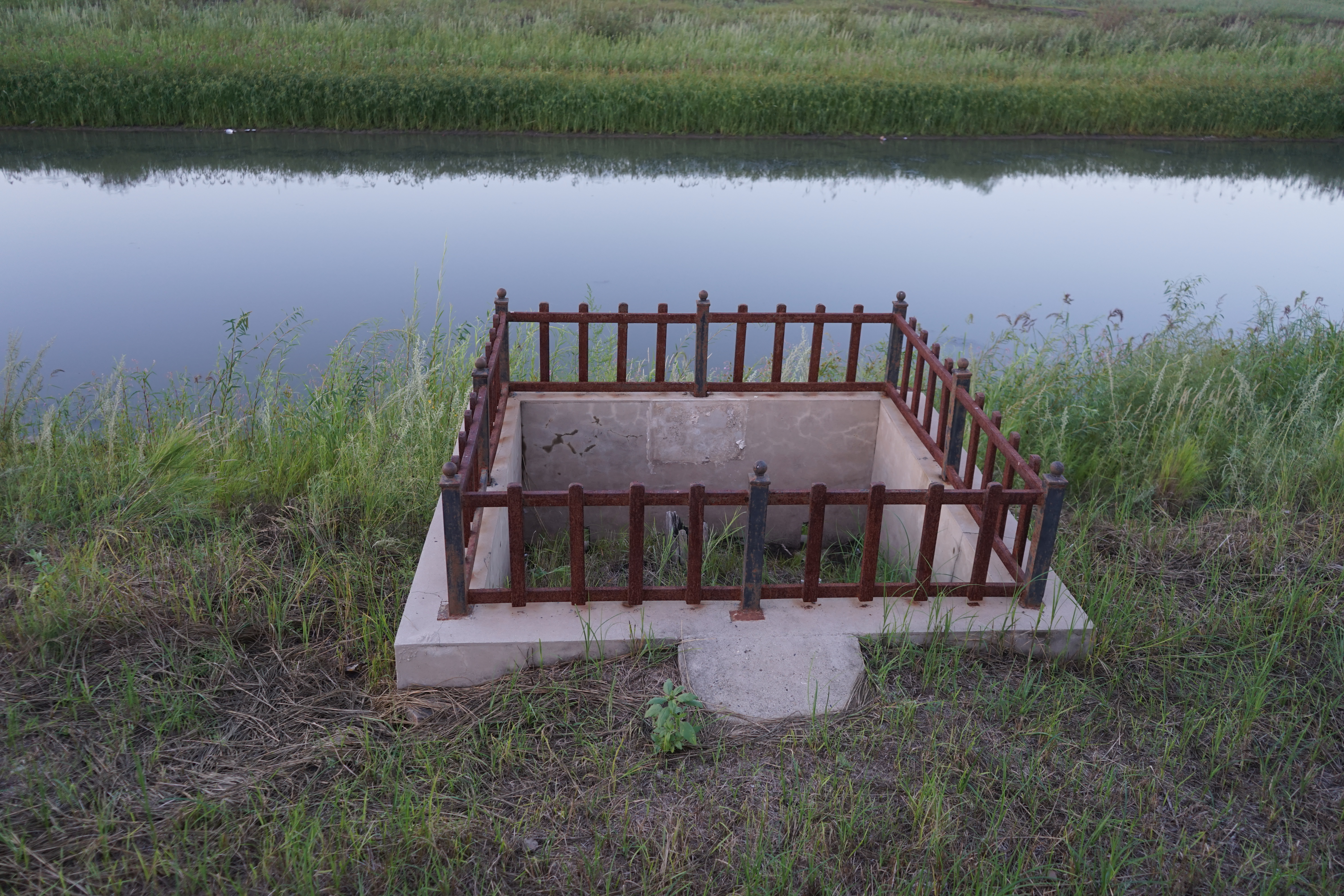
Руины моста Нэньцзян Харге, где проходил бой

Сопротивление на мосту Нэньцзян (англ. Resistance at Nenjiang Bridge) — бой за мост на реке Нэньцзян между войсками Китайской республики и Японии, произошедший во время японской интервенции в Маньчжурию.
После Мукденского инцидента Чан Кайши запретил китайским войскам в Маньчжурии оказывать сопротивление японским захватчикам. Губернатор северо-восточной провинции Хэйлунцзян генерал Ма Чжаньшань не подчинился приказу и попытался предотвратить проникновение противника в свою провинцию, взорвав стратегически важный мост через реку Нэньцзян.
4 ноября для починки прибыл отряд из 800 японских солдат. Кто первый открыл огонь, неизвестно: стороны обвиняли друг друга. Перестрелка продолжалась 3 часа, после чего китайцы отступили. Отремонтированный мост сделал возможным дальнейшее продвижение японских войск и их бронепоездов. Бой ознаменовал начало Хэйлунцзянской кампании, в ходе которой произошло ещё несколько сражений.
Несмотря на то, что ему не удалось удержать мост, генерал Ма Чжаньшань стал национальным героем Китая за сопротивление у моста Нэньцзян, о котором широко сообщалось в китайской и международной прессе. Публикация вдохновила больше добровольцев записаться в антияпонские добровольческие силы, которые позже вели борьбу против захвата японцами Маньчжурии.